# 张亚中 (1964年)
张亚中（1964年9月—），男，汉族，黑龙江望奎人，中华人民共和国政治人物。

## 生平
曾任黑龙江省发展和改革委员会主任、党组书记。2023年1月14日，当选黑龙江省政协副主席兼秘书长。